# Milda Petrowna Draule
Milda Erwine Petrowna Draule (russisch Мильда Петровна Драуле, * 26. August 1901, Gut Kalischtsche, Kreis Peterhof, Gouvernement Sankt Petersburg; † 10. März 1935 in Leningrad) war die Ehefrau von Leonid Nikolajew. Dieser ermordete am 1. Dezember 1934 den sowjetischen Politiker Sergei Kirow.

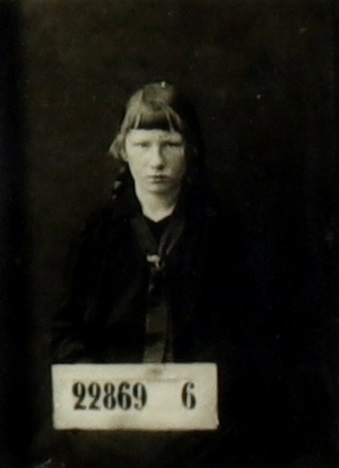
Milda Draule im Jahre 1920

## Leben
Draules Herkunft ist umstritten. Nach der einen Quelle stammt sie aus einer lettischen Arbeiterfamilie, nach der anderen war sie die Tochter eines Gutsverwalters aus dem Landkreis Luga südlich von Sankt Petersburg. Draule habe noch vor der Revolution ein Petersburger Gymnasium absolviert.
Die Eltern von Draule stammten aus livländischen Trikaten. Ihre Geburt wurde auch in der örtlichen Johanneskirche registriert, obwohl sie auf dem Gut Kalischtsche unweit Peterhof geboren und in der Jakobi-Kirche in Pleskau getauft wurde. Im November 1920 kam Draule nach Petrograd, wo sie sich an der Universität (Fach Mathematik) immatrikulieren ließ, gab jedoch das Studium nach einem Semester auf. Gleichzeitig war junge Draule als Rechnungsführerin tätig. Die Familie wohnte in der 2. Roschdestwenskaja Str. 21, in der Nähe des Moskauer Bahnhofs. 
Die dunkelhaarige, mittelgroße Draule, seit 1919 KPdSU-Mitglied, heiratete 1925 den kleinwüchsigen Leonid Nikolajew. Das Paar bewohnte eine Dreizimmerwohnung im Haus Nr. 9/37 in der Leningrader Batenina-Straße.
Draule arbeitete im Leningrader Gebietskomitee ihrer Partei im Smolny. Nachdem der Ehemann den 1. Sekretär der Leningrader KPdSU im Smolny erschossen hatte, wurde Draule inhaftiert und auf Urteil des Militärtribunals am Obersten Gerichtshof der Sowjetunion vom 9. März 1935 erschossen. Hartnäckig hielt sich das Gerücht, der Ehemann habe in Kirow seinen Nebenbuhler umgebracht. Stalin hingegen ließ solche Darstellung als Tat eines Einzelnen nicht gelten und favorisierte die Version einer Verschwörerbande, deren Ausmerzung er veranlasste.
Die Familie blieb von den Repressalien nicht verschont. Etwa zur gleichen Zeit wie Draule wurden die Schwester Olga und deren Gatte Roman Markowitsch Kulischer festgenommen, verurteilt und erschossen. Die beiden Söhne Draules – Marks (geb. 1927) und Leonid (geb. 1931) – kamen in ein Kinderheim.
Draule wurde 1990 postum rehabilitiert. Die Strafverfolgungsbehörde hatte kein Indiz für ihre Beteiligung an der Ermordung Kirows gefunden. 2005 erkannte die Generalstaatsanwaltschaft Marks auf dessen Vorsprache hin als Opfer politischer Unterdrückung an.

## Verfilmung
- 1991 Lenfilm: Der Mythos Leonid[8] – russischer Spielfilm von Dmitri Alexejewitsch Dolinin[9] mit Sergei Petrowitsch Gamow als Leonid Nikolajew und Niole Narmontaite[10] als seine Frau Milda Draule.[11]